# Earth 2160
Earth 2160 est un jeu vidéo de stratégie en temps réel développé par Reality Pump et publié en 2005. Il est le troisième épisode de la série et fait suite à Earth 2140 et Earth 2150. Il se déroule dans un futur de science-fiction dans lequel trois factions s'affrontent pour le contrôle de la planète Mars, la Terre ayant été détruite lors des événements décrits dans Earth 2150.

## Trame
Earth 2160 se déroule dans un futur de science-fiction. Après la destruction de la Terre à la fin de Earth 2150, la guerre continue de faire rage entre les trois factions - les États Civilisés Unis, la Dynastie Eurasienne et la Corporation Lunaire - qui s'affrontent désormais pour le contrôle de la planète Mars. Mais lors d'un incident dans un laboratoire martien, ils réveillent une race d'aliens, bannis depuis des siècles dans les profondeurs de Mars, qui se joignent également au conflit,.

## Système de jeu
Le système de jeu de Earth 2160 est similaire à celui de ses prédécesseurs Earth 2140 et Earth 2150. Comme dans ceux-ci, le joueur doit gérer ses ressources, développer sa base et créer une armée pour combattre ses adversaires. Le joueur peut choisir d'incarner le leader d'une des quatre factions du jeu : la Confédération des États civilisés, la Dynastie eurasienne, la Corporation lunaire et les Aliens.

## Accueil
| Earth 2160            |      |       |
| Média                 | Nat. | Notes |
| 1UP.com               | US   | C+    |
| Canard PC             | FR   | 70 %  |
| Computer Gaming World | US   | 2.5/5 |
| Eurogamer             | US   | 70 %  |
| Gamekult              | FR   | 60 %  |
| GameSpot              | US   | 73 %  |
| GameSpy               | US   | 3/5   |
| IGN                   | US   | 79 %  |
| Jeuxvideo.com         | FR   | 80 %  |
| Joystick              | FR   | 7/10  |
| PC Jeux               | FR   | 90 %  |